# Не отступать и не сдаваться
«Не отступа́ть, не сдава́ться» (англ. No Retreat, No Surrender) — кинофильм 1986 года в жанре боевых искусств, посвящённый памяти Брюса Ли и ставший очень популярным среди поклонников восточных единоборств 1980-х. В главной роли Кёрт Маккинни, при участии Жан-Клода Ван Дамма. Один из ранних фильмов с участием Ван Дамма. Постановщик боёв — «Харрисон» Манг Хой.

## Сюжет
Джейсон Стиллвелл (Кёрт Маккинни) — молодой парень, изучающий карате в школе своего отца Тома (Тимоти Бэйкер) в Лос-Анджелесе. Однажды вечером к Тому приходит группа преступников с требованием отдать им школу. Том отказывается, после чего бандиты нападают на него. Владелец школы побеждает в схватке выставленного против него бойца, однако второй боец (нанятый главарём бандитов русский каратист Иван Крашинский) (Жан-Клод Ван Дамм) берет над ним верх и ломает ему ногу. Джейсон нападает на Крашинского, однако тот, применив болевой приём, с легкостью его побеждает.
Семья переезжает в Сиэтл, чтобы начать новую жизнь. У Джейсона наступают тяжёлые времена — его постоянно преследуют местные хулиганы. Они не дают ему поступить в местную школу карате и мешают его отношениям с любимой девушкой — Келли (Кэти Сайлено). Однажды ночью, в очередной раз столкнувшись с хулиганами, а также поссорившись с отцом, Джейсон в отчаянии приезжает на могилу своего кумира Брюса Ли, где изливает душу и сетует Мастеру, что в его жизни ничего не получается. В ту же ночь, когда Джейсон ночует в гараже своего друга Джея (Дж. В. Фейлс), ему является призрак Брюса Ли (Тай Чунг Ким). Брюс Ли, сочувствующий Джейсону, согласен учить его боевому искусству. Начав тренироваться, Джейсон постепенно добивается больших успехов. 
Том, отец Джейсона, работает в местном баре. Однажды его оскорбляет один из посетителей, и Том, используя навыки каратэ, выкидывает буяна на улицу. Однако позже буян, сговорившись с друзьями, подкарауливает Тома и начинает его избивать. Том потерял подвижность из-за травмы ноги и не может противостоять четверым противникам. Джейсон, случайно увидивший эту сцену, немедленно вмешивается, спасая отца и бросая хулиганов на асфальт. Отец говорит сыну, что он им гордится. А Джейсон, вспомнив подробности драки, понимает, что он стал мастером рукопашного боя. 
В городе проходят соревнования по карате, и местная школа боевых искусств выставляет своих бойцов. Самонадеянные воспитанники школы, когда-то обижавшие Джейсона, сталкиваются на ринге с Иваном Крашинским, который жестоко их избивает, каждый раз одерживая победу нокаутом. Потом  на ринг выходит Ян Райли, руководитель школы и брат Келли. Ян - лучший каратист Америки, примерно равный Крашинскому по силе. Бой идет почти на равных, но с некоторым перевесом в пользу Райли. Однако Крашинский, не желая проигрыша, использует подлый прием, начиная душить противника стальной цепью. Вмешательство судьи ничего не дает: озверевший мафиози выкидывает рефери с ринга, нанеся ему удар ногой в голову. Келли, пытаясь выручить брата, нападает на Крашинского, но Иван хватает девушку за волосы и отбрасывает прочь. Джейсон, спасая любимую девушку, выскакивает на ринг. Используя уроки Брюса Ли, он побеждает Крашинского нокаутом, защитив свой новый город и отомстив за отца.

## В ролях
| Актёр             | Роль                                                                   |
| ----------------- | ---------------------------------------------------------------------- |
| Курт Маккинни     | Джейсон Стиллвелл                                                      |
| Жан-Клод Ван Дамм | Иван Крашинский (в начальных титрах) Карл Брездин (в финальных титрах) |
| Д.В.Фэйлс         | Mэдисон                                                                |
| Кэти Силено       | Келли Рейли                                                            |
| Ким Тэ Чон        | дух Брюса Ли                                                           |
| Кент Липхам       | Скотт                                                                  |
| Рон Похнел        | Ян Рейли                                                               |
| Дейл Якоби        | Дин Рамсей                                                             |
| Питер Каннингем   | Фрэнк Петерс                                                           |
| Тимоти Д. Бэйкер  | Том Стиллвелл                                                          |
| Глория Марциано   | миссис Стиллвелл                                                       |
| Пол Освелл        | Тревор                                                                 |

## Создание
В середине восьмидесятых гонконгский продюсер Ын Сиюнь искал возможность поставить в Америке англоязычный фильм рассчитанный на международную аудиторию. В это время с ним связался говорящий по-китайски американец Кит Стрэндберг, который хотел сниматься в качестве актёра в фильмах с боевыми искусствами. Ын Сиюнь предложил ему написать сценарий на основе его совместно с Кори Юнем замысла о том как дух Брюса Ли тренирует начинающего бойца. Несмотря на то что Стрэндберг никогда не писал сценариев, он согласился и впоследствии неоднократно дорабатывал свой первый сценарий во время съёмок. В 1984 году в Лос-Анджелесе были проведены пробы исполнителей в которых помимо актёрского мастерства проверялось и их знание боевых искусств. На главную роль был утверждён Кёрт Маккини никогда до этого не снимавшийся и приехавший в Лос-Анджелес всего лишь за несколько месяцев до этого. Съёмки фильма прошли осенью 1984 года. В американский прокат фильм вышел в 1986.

## Название
Первоначальное название фильма «Кольцо истины» (англ. Ring of Truth). Такое же название носила шедшая в то время по американскому телевидению передача. Поэтому название фильма было решено, уже во время съёмок, изменить на «Не отступать, не сдаваться» (англ. No Retreat, No Surrender). В качестве запятой в заглавных титрах фильма выступает стилизованное продолжение черты буквы «N».
В отечественном кинопрокате фильм шёл под своим названием, через запятую, но впоследствии оно стало подвергаться незначительному изменению: добавлению буквы «и», как более привычное.

## Версии фильма
Существуют три версии фильма «Не отступать, не сдаваться»:
- Полная оригинальная. Именно она шла в отечественном прокате и демонстрировалась по телевидению. Продолжительность оригинальной версии: 1 час 38 минут (киновремя). Видеоверсии идут на несколько минут меньше из-за увеличения количества кадров в секунду.

- Европейская. Совпадает с оригинальной но сокращена на несколько минут  в основном за счет сцен из жизни главного героя до встречи с духом Брюса Ли.

- Американская. Значительно сокращена (более чем на десять минут) и с новым музыкальным сопровождением.

Если первая и вторая версии отличаются друг от друга незначительно, то по поводу того какой вариант лучше, оригинальный или американский, мнения зрителей разделились.

## Музыка фильма
Основной музыкальной темой фильма стала песня «Держись своей точки зрения» (англ. Hold on to the Vision), музыка Фрэнка Харриса, слова Джо Мортенсена, исполняет Кевин Чалфант. В американской версии фильма звучит песня «Ты можешь рассчитывать только на себя» (англ. You're on your Own). Обе песни были написаны специально для фильма и сходны по содержанию. В их словах обыгрывается название фильма. Так, в оригинальной песне есть такие слова: «Никогда не сдавайся сомнениям, что туманят твой разум, никогда не отступай от того кто ты есть». В американской версии: «Ты можешь рассчитывать только на себя. Тут нельзя не отступать, не сдаваться».

## Продолжения
Было снято два продолжения: «Яростный гром»(1987) и «Кровные братья»(1989). В обоих в главной роли снялся Лорен Аведон. Помимо жанра, оба фильма сюжетно никак не связаны ни с первой частью ни между собой. Первоначально, Кёрт Маккини и Ван Дамм должны были сниматься в продолжении. Но съёмки, которые должны были пройти в Таиланде, по различным причинам откладывались, и когда Маккини позвонил Ван Дамму чтобы узнать что происходит, тот ответил что не поедет, сославшись на трудности съёмок в джунглях. В конце концов, Маккини тоже отказался. Третья, самая малоизвестная часть, вышла в восемьдесят девятом. В отличие от первых двух в ней значительно больше комедийных элементов а противниками главных героев выступают не «русские» а террористы.

## Реакция зрителей
Зрители разделились в своём отношении к фильму, некоторые утверждали, что фильм заимствует слишком много сюжетных ходов из таких фильмов как «Малыш-каратист» (1984) и «Рокки 4» (1985).

## Дополнительные факты
- На оригинальном плакате фильма написано: «When everything is on the line there can be no retreat, no surrender»[4](Когда на кону всё возможно только не отступать, не сдаваться).
- На момент выхода фильма  Жан-Клод Ван Дамм был ещё неизвестным актером. Его гонорар составил $250[5].
- По словам Кёрта Маккини, уже много лет спустя после выхода фильма к нему неоднократно подходили зрители и рассказывали, как посмотрев в детстве «Не отступать, не сдаваться» они начинали заниматься боевыми искусствами, что в корне изменило их жизнь в лучшую сторону.
- Кёрт Маккини после выхода фильма продолжил сниматься, преимущественно в телефильмах, телесериалах и фильмах выходящих сразу на видео, в том числе связанных с боевыми искусствами. Так, он снимался в боевике вместе с Синтией Ротрок. Но роль в «Не отступать, не сдаваться» так и осталась самой известной его работой.
- В роли Брюса Ли Ким Тэ Чон (кор.김태정) который уже исполнял роль Брюса Ли в фильме «Игра смерти». В титрах фильма его имя не указано.